# Золоте правило моралі
Золоте правило моралі — максима з приблизним формулюванням:
|  | Якщо хочете, щоб люди вчиняли так відносно вас – то і ви чиніть так відносно них |

- Ставтеся до інших так, як ви б хотіли, щоб інші ставилися до вас (позитивна або директивна форма)
- Не ставтеся до інших так , як ви б не хотіли, щоб ставилися до вас (негативна або заборонна форма)
- Чого бажаєш іншим, бажаєш і собі (співчутлива або чуйна форма)

Концепція правила характерна для більшості релігій, однак сам термін «золоте правило моралі» у стародавніх текстах не зустрічається й виник пізніше.
Перші згадки про золоте правило моралі датуються серединою 1 тисячоліття до н. е. Це правило зустрічається в «Махабхараті» (найстаріші незавершені списки якої датуються 400 р. до н. е.), у висловлюваннях Будди (не раніше VII ст до н. е. і не пізн. V ст. до н. е.), в «Одіссеї» Гомера і «Історії» Геродота.
Конфуцій (прибл. 551 — прибл. 479 до н. е.) вчив «Не роби іншим того, чого не бажаєш собі».
У Біблії золоте правило моралі згадується двічі в Євангелії при викладі Нагірної проповіді (Лк 6:31; Мт 7:12) та в апокрифічній книзі Товита (Тов. 4:15), та бере початок у Пятикнижжі Мойсея: «Не будеш мститися, і не будеш ненавидіти синів свого народу. І будеш любити ближнього свого, як самого себе! Я Господь!» (Лев. 19:18).

## Види золотого правила
Як прояв деякого загально-філософського і морального закону, золоте правило в різних культурах може мати різні види. Вченими і філософами були зроблені спроби класифікувати форми золотого правила за етичними або соціальними ознаками.
Мислитель 17 ст. Християн Томазій виділяє три форми «золотого правила», розмежовуючи сфери права, політики і моралі, називаючи їх відповідно принципами права (justum), пристойності (decorum) і поваги (honestum):
- принцип права вимагає, щоб людина не робила нікому іншому того, чого вона не бажає, щоб інший зробив йому;
- принцип пристойності полягає в тому, щоб робити іншому те, чого він бажає, щоб інший зробив йому;
- принцип поваги передбачає, щоб людина діяла так, як вона хотіла би, щоб ставилися інші.

Можна помітити два аспекти правила:
- негативний (який заперечує зло) «не роби…»;
- позитивний (який стверджує добро) «роби…».

Західнонімецький професор XX століття Г. Райнер також виділяє три формулювання «золотого правила» (що перегукуються з трактуваннями Християна Томазія):
- правило вчування (Ein-fuhlungsregel): «(не) роби іншому те, чого (не) бажаєш собі»;
- правило автономності (Autonomieregel): «(не) роби сам те, що ти знаходиш (не) похвальним в іншому»;
- принцип взаємності (Gegenseitigkeitsregel): «як ви (не) хочете, щоб стосовно вас чинили люди, (не) чиніть так само і ви стосовно них».

## Антична філософія
Хоча в творах Аристотеля в чистому вигляді золоте правило не зустрічається, в його етиці є багато співзвучних суджень, наприклад на питання: «Як поводитися з друзями?», Аристотель відповідає: «Так, як хотілося б, щоб вони вели себе з вами».
В тій чи іншій формі зустрічається у Фалеса Милетського, Гесіода, Сократа, Платона, Аристотеля и Сенеки.

## Авраамічних релігій

### В юдаїзмі
У П'ятикнижжі : «Не будеш мститися, і не будеш ненавидіти синів свого народу. І будеш любити ближнього свого, як самого себе! Я Господь!» (Лев. 19:18).
Цю заповідь юдейські мудреці вважають основною заповіддю юдаїзму.
Згідно відомій притчі юдеїв, один язичник, який вирішив вивчати Тору, прийшов до Шаммая (50 до н. э. — 30, він і Гіллель (вавилонський) були двома провідними рабинами свого часу) і сказав йому: «Я навернуся в юдаїзм, якщо ти розкажеш мені всю Тору, поки я стою на одній нозі». Шаммай прогнав його прутом. Коли ж цей чоловік прийшов до Гіллеля, той навернув його в юдаїзм, промовивши золоте правило: «Не роби сусідові того, що ненависно тобі: у цьому вся Тора. Решта — пояснення. Тепер іди і вчися».

### У християнстві
У Новому Заповіті заповідь неодноразово повторювалася Ісусом Христом.
- В Євангелії від Матвія: «Тож усе, чого тільки бажаєте, щоб чинили вам люди, те саме чиніть їм і ви з ними, бо в цьому Закон і Пророки» (Мф. 7:12), «люби ближнього твого, як самого себе» (Мф. 19:18-20), «Ісус сказав йому: Люби Господа Бога твого всім серцем твоїм і всією душею твоєю і всією думкою твоєю: це є перша і найбільша заповідь; А друга однакова з нею: Люби свого ближнього твого, як самого себе; На двох оцих заповідях увесь Закон і Пророки» (Мф. 22:38-40)
- В Євангелії від Марка: «любити ближнього, як самого себе, це важливіше за всі цілопалення й жертви!» (Мк. 12:32-34).
- В Євангелії від Луки: «І як хочете, щоб з вами чинили люди, так і ви чиніть з ними» (Лк. 6:31).

Також це правило неодноразово повторювали Апостоли Ісуса Христа.
- У Посланні до Римлян апостола Павла: «Бо заповіді: Не чини перелюбу, Не вбивай, Не кради, Не свідчи неправдиво, Не пожадай [чужого] і інші, вони містяться всі в цьому слові: Люби свого ближнього, як самого себе» (Рим. 13:8-10).
- У Посланні до галатів апостола Павла: «весь закон в одному слові міститься: Люби свого ближнього, як самого себе» (Гал. 5:13-15).
- У Посланні Якова: «Закона Царського виконуєте, за Писанням: Люби ближнього твого, як себе самого» (Як. 2:7-9).
- У Діяннях Апостолів: «Бо вгодно Святому Духові і нам не накладати на вас ніякого тягару, крім цього необхідного: стримуватися від ідольських жертов та крови, і задушенини, і блуду, і не робити іншим того, чого собі не хочете. Дотримуючись, ви зробите добре. Будьте здорові» (Діян. 15:28-29).

Блаженний Августин писав про золоте правило в «Сповіді» в 1-ій книзі (гл. 18) у негативній трактуванні: «І, звичайно, знання граматики живе не глибше в серце, ніж відображена в ньому свідомість, що ти робиш іншому те, чого сам терпіти не побажаєш».
1233 року Папа Григорій IX в листі до французького єпископа вказував: «Християнам слід ставитися до юдеїв так само, як вони хотіли б, щоб ставилися до них самих в язичницьких землях» (Est autem Judæis a Christianis exhibenda benignitas quam Christianis in Paganismo existentibus cupimus exhiberi).

### В ісламі
У Корані золоте правило не зустрічається, але воно є одночасно в позитивному і негативному трактуванні в «Сунні» як один з висловів Мухаммеда, який так учив вищому принципу віри: «Робіть всім людям те, що ви хотіли б, щоб вам робили люди, і Не робіть іншим того, чого ви не хотіли б собі».

## Індійські релігії

### В індуїзмі
Перед Битвою на Курукшетрі, про яку розповідається в «Махабхараті», і яка сталася пізніше 1000 рр. до н. е., Видура повчає свого брата царя Дхрітараштри: «Нехай [людина] не завдає іншому того, що неприємно йому самому. Така коротенька дхарма — інше виникає від бажання».
В Упанішадах виникає нова ідея про відсутність відмі́ни між кінцевим і вічним, що виражена в так званій упадішадскій формулі єдності: tat tvam asi, тобто «Це є ти!». Ця ж формула Tat — tvam — asi може бути витлумачена в вигляді золотого правила як бажання побачити себе в іншій людині.

## Конфуцій
У Конфуція золоте правило сформульовано в його «Бесідах і судженнях». Конфуцій вчив «Не роби іншим того, чого не бажаєш собі».
Учень Цзи-гун запитав: «Чи можна все життя керуватися одним словом?» Учитель відповів: «Це слово — взаємність. Не роби іншим того, чого не бажаєш собі» (子貢問曰："有一言而可以終身行之者乎？"子曰："其恕乎！己所不欲，勿施於人。Вэй Лін Гун, 24). Інакше це питання-відповідь звучить як: «Чи є одне слово, за яким можна діяти все життя? Майстер сказав: Любов до ближнього. Чого ти не бажаєш собі, не роби іншому».